# Malleus Maleficarum

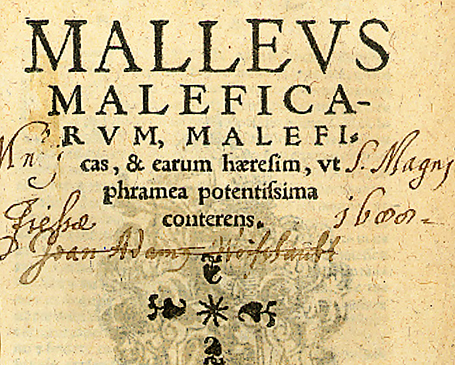
Okładka siódmego wydania z 1520

Malleus Maleficarum (Młot na czarownice) – katolicki traktat na temat czarownictwa, spisany przez dominikańskiego inkwizytora Heinricha Kramera, być może we współpracy z innym inkwizytorem Jakobem Sprengerem (obaj byli profesorami teologii). Tekst ten został po raz pierwszy opublikowany w 1487 i stał się znany jako podręcznik łowców czarownic od XV do XVII wieku. Był uważany za jedno z podstawowych kompendiów o czarach, czarownicach i ich związkach z Szatanem. 
Dzieło to wywierało olbrzymi wpływ w swoim czasie i przez kilka kolejnych stuleci. Pośród autorów piszących o czarownictwie, traktat ten cieszył się ostatecznym autorytetem. Pod koniec XVI wieku jego rolę, jako teoretyczny autorytet w katolickim świecie, zastąpiły Daemonolatreiae libri tres autorstwa łowcy czarownic Nicholasa Rémy'ego oraz Disquisitiones Magicae napisane przez jezuitę Martina Del Rio.
„Młot na czarownice” został wydany po polsku w roku 1614, w tłumaczeniu Stanisława Ząbkowica.

## Autorstwo
Tradycyjnie za autorów uważani są dwaj dominikańscy inkwizytorzy Heinrich Kramer i Jakob Sprenger, tak jak sugeruje sam tekst książki. Już od pierwszego wydania, w Apologii, będącej rodzajem wstępu lub przedmowy, wskazany jest Jakob Sprenger i jego niewymieniony z imienia współpracownik. Aprobata uniwersytetu kolońskiego, załączana do tekstu wskazuje  zarówno Sprengera, jak i Kramera. Wydania drukowane sprzed 1519 nie wskazywały autorów na stronach tytułowych, późniejsze wymieniają zazwyczaj obu autorów lub samego tylko Jakoba Sprengera. Obecnie nie budzi żadnych wątpliwości autorstwo Kramera, natomiast udział Sprengera w powstaniu dzieła jest przedmiotem kontrowersji wśród badaczy. Część badaczy uważa księgę za wyłączne dzieło Kramera bez jakiegokolwiek udziału Sprengera, część uważa, że Kramer był w zasadzie autorem wyłącznym, ale Sprenger zgodził się na firmowanie dzieła swoim nazwiskiem i napisał Apologię (czyli wstęp lub przedmowę)
, a jeszcze inni uważają, że nie ma podstaw do negowania współautorstwa Sprengera, choć na ogół potwierdzają dominującą rolę Kramera.

## Wydania

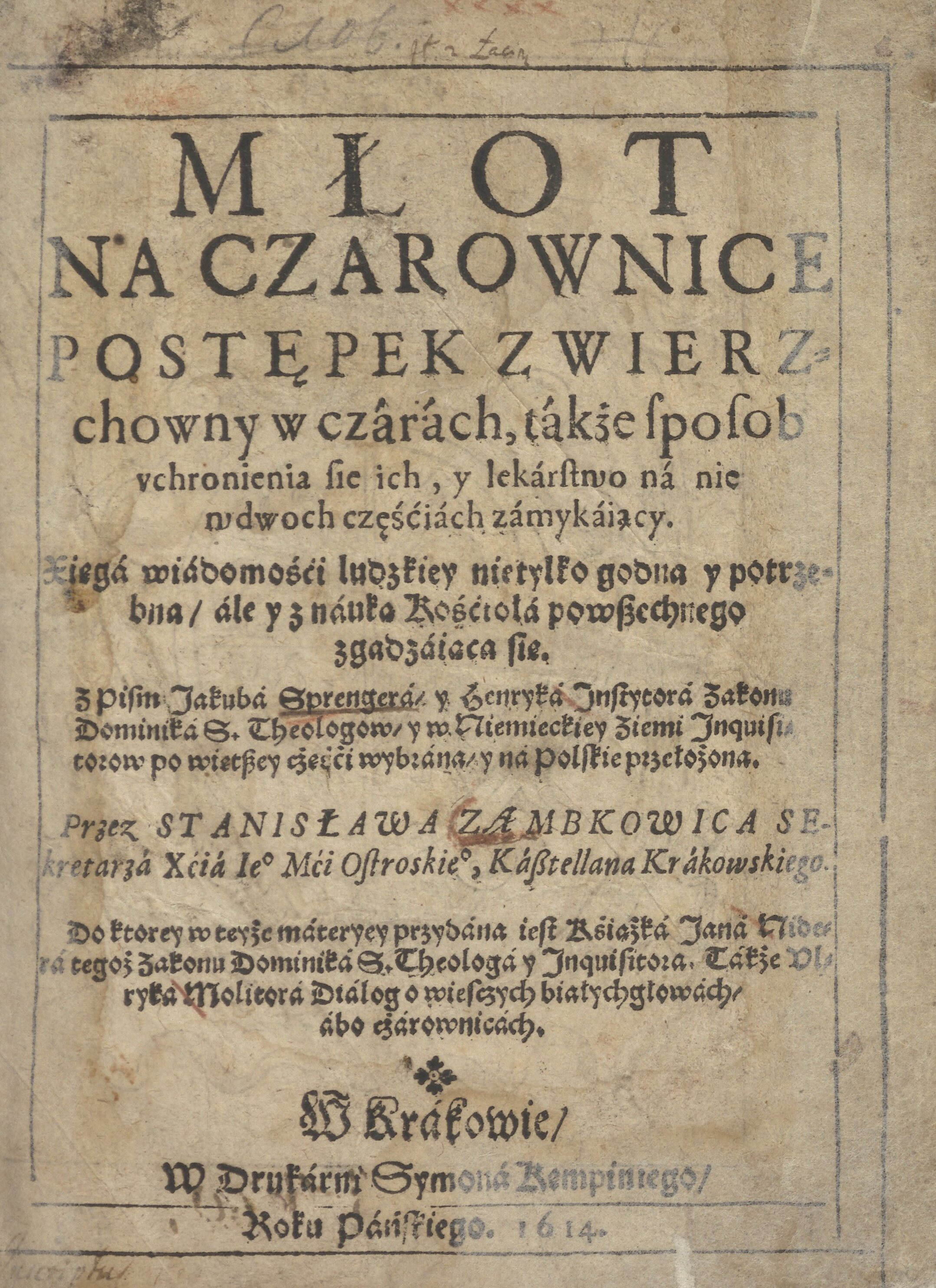
Strona tytułowa polskiego wydania traktatu (1614)

Malleus był wielokrotnie wydawany (do 1520 roku ukazało się jego 13 edycji, a w latach 1574–1669 było ono wydawane aż 16 razy zarówno w krajach katolickich, jak i protestanckich). Tekst Malleusa był pierwotnie poprzedzony papieską bullą Summis desiderantes wydaną przez papieża Innocentego VIII 5 grudnia 1484, która liczyła około 1000 słów i była jednym z głównych dokumentów papieskich na temat czarów. Bulla ta wymienia Sprengera i Kramera (nazywając ich Iacobus Sprenger i Henricus Institoris) potwierdzając ich uprawnienia inkwizytorskie na obszarze prowincji kościelnych Bremy, Kolonii, Moguncji, Salzburga i Trewiru i nakazuje im walkę z szerzącymi się w tych rejonach praktykami magicznymi i satanicznymi. Ponadto papież zarówno w tej bulli, jak i w późniejszych dokumentach nakazywał biskupowi Strasburga (a także arcyksięciu Zygmuntowi, arcybiskupowi Moguncji oraz innym hierarchom i książętom) aktywną współpracę i pomoc inkwizytorom w zwalczaniu plagi czarów oraz czarownic.
Kramer po raz pierwszy zaprezentował tę księgę 9 maja 1487, przedstawiając ją do oficjalnej aprobaty na wydziale teologii Uniwersytetu w Kolonii. Data ta jest uważana za datę pierwszego wydania ich dzieła. Księga ta była wielokrotnie wydawana wskutek rosnącego zapotrzebowania na remedia przeciw czarom. Była popularna szczególnie w zachodniej i centralnej Europie (z wyjątkiem Anglii i Holandii oraz Hiszpanii i Portugalii). Do 1520 roku ukazało się 13 edycji tego dzieła, a w latach 1574-1669 było ono wydawane aż 16 razy. Większość edycji tego dzieła zawiera w całości bullę papieża Innocentego VIII, a także sporządzoną notarialnie aprobatę uniwersytetu kolońskiego. W literaturze przedmiotu wątpliwości budzi autentyczność tego drugiego dokumentu, z uwagi na pewne stwierdzone nieprawidłowości proceduralne w jej przygotowaniu oraz protest, jaki w 1490 miało opublikować dwóch jej sygnatariuszy przeciwko użyciu ich nazwisk w drugiej aprobacji. Obecnie przeważa jednak pogląd, że jej sfałszowanie, przynajmniej w ścisłym znaczeniu tego słowa, jest nieprawdopodobne. Nieprawidłowości proceduralne nie świadczą o fałszerstwie, zaś informacja o proteście dwóch sygnatariuszy znana jest jedynie z notatki osiemnastowiecznego jezuickiego uczonego Josepha Hartzheima, której nie można już zweryfikować z uwagi na zniszczenie większości archiwaliów uniwersytetu kolońskiego. Nawet jeśli informacja ta jest prawdziwa, osoby te mogły mieć własne, nieznane nam dziś powody, by zdystansować się od wcześniej podpisanej aprobaty. Najwidoczniej Kramer odniósł sukces w Kolonii, za oficjalne stanowisko uniwersytetu uznał notarialny dokument zawierający indywidualne oświadczenia czołowych teologów tego uniwersytetu, wliczając w to dziekana wydziału teologii.
W 1538 roku hiszpańska inkwizycja przestrzegła swych członków, by nie wierzyli we wszystkie tezy zawarte w Malleus Maleficarum, nawet gdy poparte one były przytoczonymi dowodami, jednak było to w ramach toczącej się debaty.
W Polsce Młot na czarownice wydano w 1614 roku w Krakowie. Był to nie tyle przekład, co przeróbka dzieła, dokonana przez cenionego prawnika krakowskiego Stanisława Ząbkowica. Autor we wstępie opisuje, że jego dzieło jest przetłumaczonym na język polski zbiorem wypowiedzi teologów i inkwizytorów niemieckich na temat czarów i czarownic, a jego celem jest otwarcie czytelnikom polskim oczu na zbrodnie czarów i pobudzenie do czujności. W 1992 r. tłumaczenie to wydano we współczesnej wersji typograficznej. 
W latach 2021–2023 wydane zostało pierwsze polskie tłumaczenie wszystkich trzech tomów Młota na czarownice z łaciny na język polski od ponad 500 lat. Przekładu podjął się Jakub Zielonka, uwspółcześniając treść Malleusa

## Treść

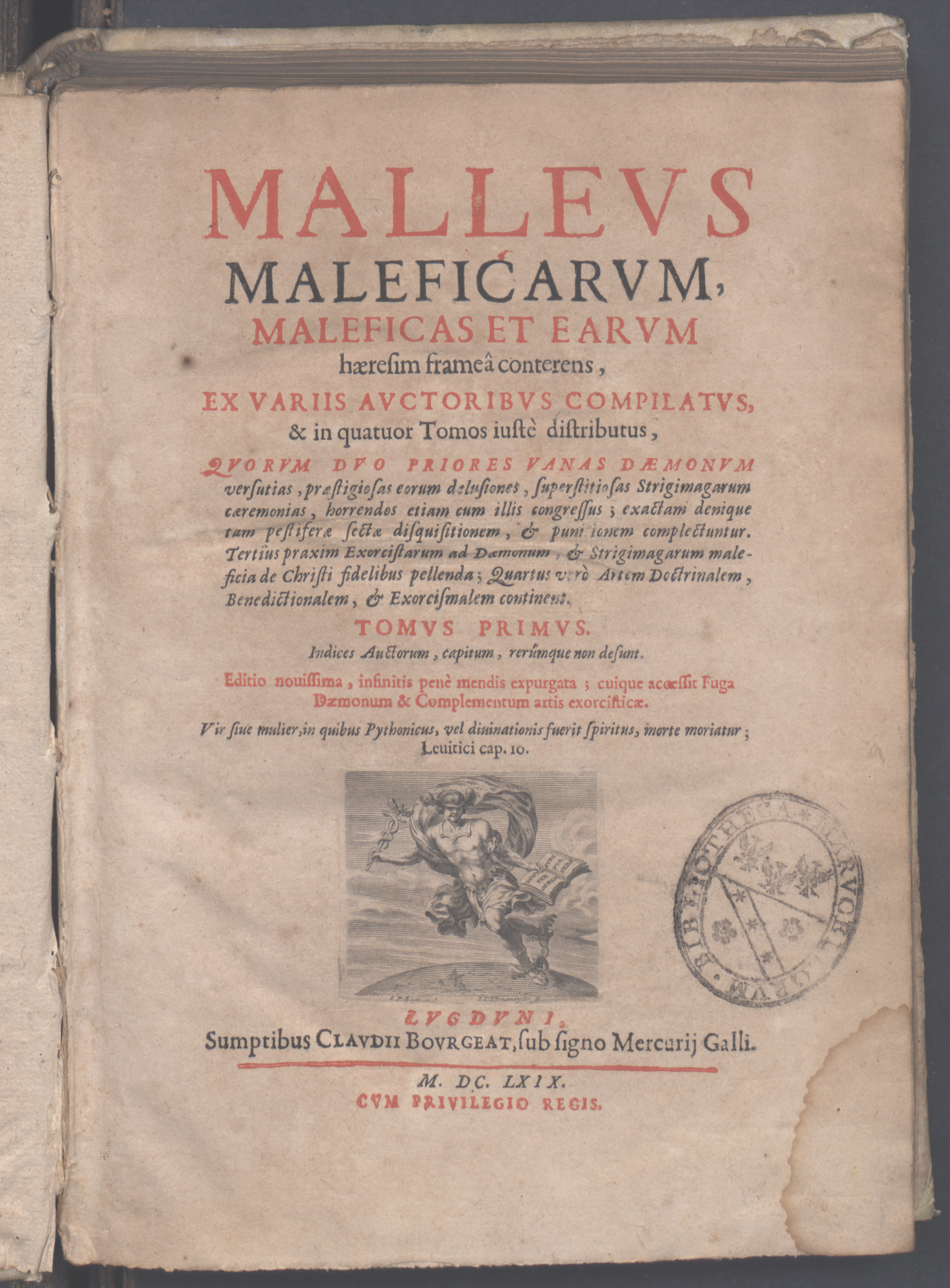
Malleus Maleficarum, Lyon 1669

Treść księgi podzielona jest na trzy części. Pierwsza dowodzi, że magia rzeczywiście istnieje, druga opisuje jej formy, a trzecia – sposoby wykrywania, sądzenia i pozbywania się wiedźm. W księdze niewiele jest oryginalności – jest to w większości kodyfikacja wierzeń i praktyk z tamtego okresu. Duże partie tekstu zaczerpnięto z wcześniejszych prac, takich jak: Directorium Inquisitorum Nicolasa Eymerica z 1376 czy Formicarius Johannesa Nidera z 1435.
Tekst zaczyna się dyskusją o naturze czarów. Zawiera ona dyskurs wyjaśniający, dlaczego kobiety w mniemaniu autorów, z powodu słabszej natury i pośledniego intelektu, są z natury bardziej podatne na pokusy Szatana. Autor wyjaśnia też, że niektóre rzeczy wyznane przez czarownice podczas procesów, jak np. przemiana w zwierzę, były tylko omamem wywołanym przez Diabła, by je usidlić. Inne z kolei rzeczy, jak latanie, wywoływanie burz i niszczenie zbiorów, miały być rzeczywiste. Ze szczegółami opisywane są lubieżne praktyki, którym czarownice miały się oddawać z Diabłem – poruszony został nawet problem pomiotu, który czarownice miałyby rodzić Szatanowi. Wszystko pisane jest najzupełniej poważnie, jeden z ustępów przytacza nawet antyklerykalny dowcip, tak jakby opisywano zdarzenie, które wydarzyło się naprawdę.
Ostatnia część opisuje praktyczne szczegóły wykrywania, sądzenia i eliminowania wiedźm. Rozważane są m.in. takie problemy jak zaufanie do zeznań świadków i potrzeba eliminowania złośliwych oskarżeń, ale z drugiej strony plotka jest uznawana jako przesłanka wystarczająca do oskarżenia, a żywa obrona jest świadectwem opętania podsądnej przez Diabła. Oprócz tego dzieło dostarcza wskazówek, jak chronić przeprowadzających proces przed mocami wiedźmy, deklarując, że osoby reprezentujące podczas procesu stronę Boga są niewrażliwe na moce Szatana. Szczegółowo wyłożone są sposoby wymuszania zeznań – z rekomendowaną kolejnością stosowania tortur włącznie. Wskazane jest używanie rozpalonego żelaza i golenie całego ciała podsądnej w poszukiwaniu znaków Diabła.

## Odbiór

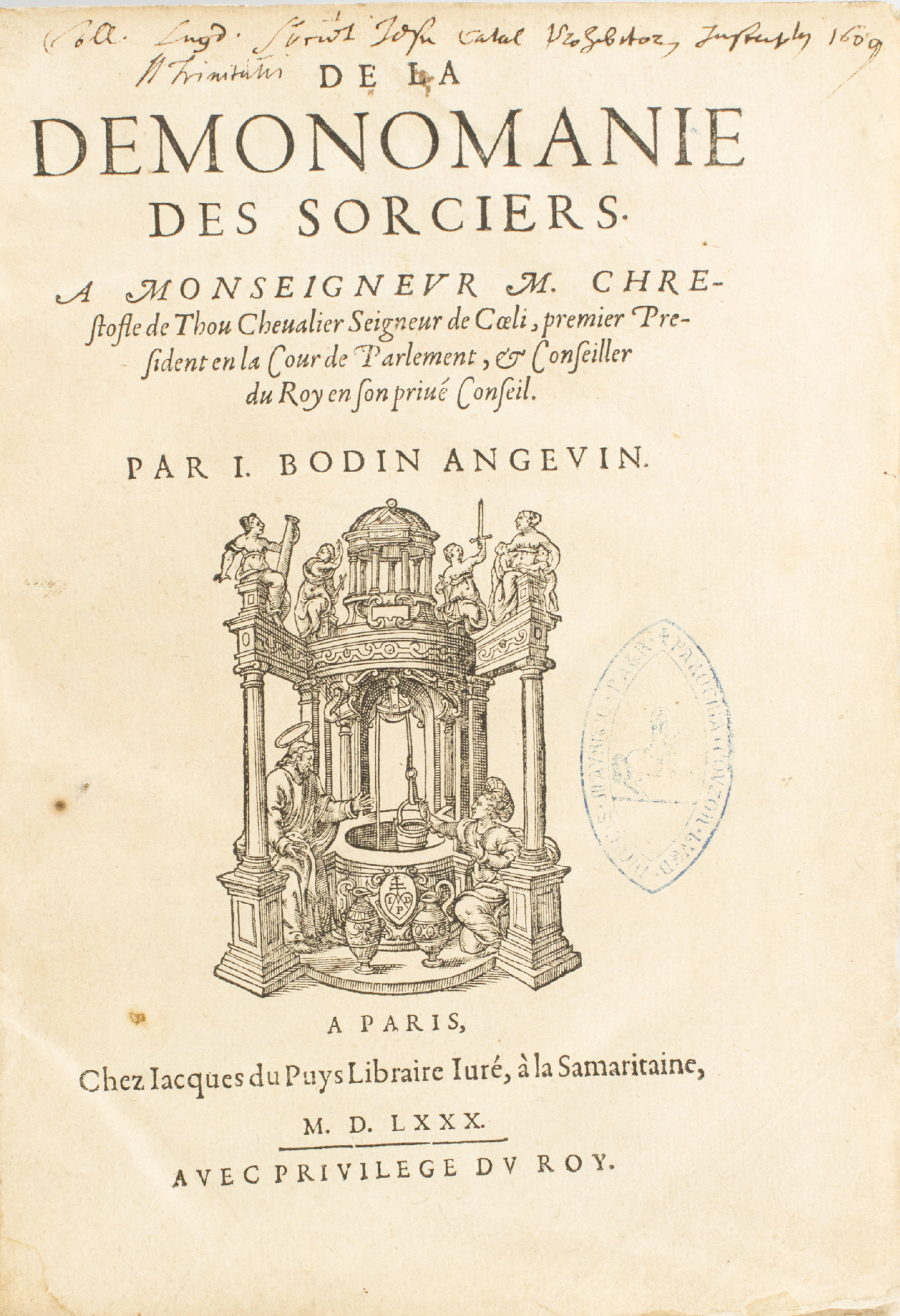
Strona tytułowa O demonomanii czarowników, 1580

Jako autorzy pierwszej znaczącej książki o czarownictwie, która była szeroko dostępna, Institoris i Sprenger prawie natychmiast zaczęli być traktowani przez innych demonologów jako „uznane autorytety w tej dziedzinie”. W 1505 roku traktat licznie występował w Niemczech, ale również był rozpowszechniony po europejskich bibliotekach i obecny w wielu sędziowskich kolekcjach. Malleus Maleficarum stanowiło rdzeń teologicznego dyskursu w dziedzinie demonologii. Jego różnorakie punkty i argumenty były elementem debaty, która częściowo była napędzana poprzez rywalizację między różnymi podejściami teologicznymi.
Gianfrancesco Pico della Mirandola szeroko komplementował autorów i przyrównywał ich do św. Augustyna oraz Grzegorza Wielkiego pod względem autorytetu. Książka ta spotkała się również z uznaniem dominikańskiego inkwizytora Sylvestera Prieriasa, który postrzegał ją jako niepodważalny autorytet. Jednym z krytyków był franciszkanin Samuel de Cassini, który zaatakował niektóre tezy (1505). Próbę odparcia jego argumentów podjął dominikanin Vincente Dodo dwa lata później, który argumentował przychylnie dla Malleusa. Inną przykładową wymianę poglądów rozpoczął Gianfrancesco Ponzinibio (1520), który mocno podkreślał słabości podręcznika. Trzy lata później, kontrargumenty do jego stanowiska i wspierające Malleusa przedstawił dominikański inkwizytor Bartolommeo de Spina.
Druga fala gorącej debaty rozpoczęła się w drugiej połowie szesnastego wieku. Towarzyszył jej gwałtowny wzrost popularności traktatu. Tym razem, podstawowym pytaniem nie było czym czarownice są, ale w jakim stopniu są prawdziwe. W tym kontekście, pierwszy atak bezpośrednio przeciwko Malleusowi przeprowadził Jan Wier (O zwodniczych sztuczkach demonów, 1563), co spotkało się z silną odpowiedzią królewskiego prawnika Jeana Bodina (O demonomanii czarowników, 1580) w obronie traktatu. Krytyk polowań na czarownice Cornelius Loos, uważał, że Malleus sam bardziej przyczynił się do wprowadzenia „czarownictwa” w Niemczech niż cokolwiek innego.

Około stulecia po pierwszej publikacji, Malleus był starym klasykiem. Z końcem szesnastego wieku, nowe dzieła w teologii, takie jak Demonolatria (1595) łowcy czarownic Nicholasa Rémy'ego czy Disquisitiones Magicae (1599) jezuickiego teologa Martina Delrio, zaczęły zastępować Malleusa jako podstawowe źródło informacji. Niemniej, już po roku 1580, zaczęły się pojawiać wielotomowe zestawy traktatów demonologicznych. Te mosiężne kolekcje zawierały książki z różnych okresów, jednak wszystkie rozpoczynały się od przełomowego Malleus Maleficarum. Broedel podsumowuje 

"A zatem, dla pokoleń uczonych, dociekania w obszarze problemu czarownictwa rozpoczynały się, dosłownie, od sławnego tekstu Institorisa oraz Sprengera, i słusznie, gdyż sama koncepcja „czarownictwa” zawdzięcza tak wiele ich płodnej wyobraźni"